# ووزدویژنکا (شهرستان آلشیفسکی، باشقیرستان)
ووزدویژنکا (به لاتین: Vozdvizhenka) یک منطقهٔ مسکونی در روسیه است که در باشقیرستان واقع شده‌است.